# 浅見光彦シリーズ (テレビ東京のテレビドラマ)
『内田康夫サスペンス 浅見光彦シリーズ』は、2022年からテレビ東京系「月曜プレミア8」で放送されたテレビドラマシリーズ。主演は岩田剛典。

## キャスト

### 浅見家
浅見光彦
演 - 岩田剛典
ルポライター。
浅見雪江
演 - 丘みつ子
光彦と陽一郎の母。
浅見陽一郎
演 - 高橋克典
警察庁刑事局長。光彦の兄。

### その他
吉田須美子
演 - 吉田美佳子
浅見家のお手伝い。
軽井沢のセンセ（内田康夫）
演 - 榎木孝明
ミステリー作家。
登場人物からは軽井沢のセンセと呼ばれているが、第2作冒頭のハガキの差出人に内田康夫と記載されている。
演じる榎木はフジテレビ版『浅見光彦シリーズ』の初代浅見光彦役であり、15作目以降は浅見陽一郎役役を演じていた。

### ゲスト
★（ヒロイン）
第1作「軽井沢殺人事件」（2022年）
- 竹村岩男（長野県警捜査一課 警部・別名「信濃のコロンボ」） - 伊藤淳史
- 岡小夜子（喫茶「SAYO」店主） - 鷲尾真知子
- 野本美貴（宏一の婚約者） - 工藤綾乃 ★
- 平山宏一（ベンチャー企業「サーガ・ブロックチェーン」社員） - 長田成哉
- 鶴野利彦（長野県警軽井沢中央警察署 署長） - おかやまはじめ
- 桃木敬一郎（長野県警軽井沢中央警察署 刑事） - 阿部亮平
- 栗木裕翔（長野県警軽井沢中央警察署 刑事） - 入江甚儀
- 八神健治（刑事） - 吉岡睦雄
- 新藤つかさ（刑事） - 柳美稀
- 吉岡修治（賀一郎の秘書） - 森岡豊
- 島智弘（ペンション「グラスホッパー」オーナー） - 桜井聖
- 大原敏郎（大原物産 社長・みどりの夫・婿養子） - 塚原大助
- 大原みどり（賀一郎と亜矢子の娘） - 安藤瞳
- 宮坂るり子（久条家の元お手伝い・宏一と悦子の祖母・故人） - 田山由起
- 荒木隆泰（元学生運動家） - 河西健司
- 平山悦子（宏一の姉） - 須田晶紀子
- 小川多江（大原家のお手伝い） - 中山由紀
- 大原賀一郎（大原物産 会長） - 大和田伸也
- 小瀬木博信（個人投資家） - 長谷川初範（大学時代：神永圭佑）
- 大原亜矢子（賀一郎の妻・旧姓「久条」） - 名取裕子（若き日：玉井らん）

第2作「源氏物語殺人事件」（2022年）
- 曾宮一恵（健夫と華江の娘） - 久保田紗友 ★
- 春田月江（フリーのイラストレーター・華江の妹） - 酒井美紀
- 曾宮華江（健夫の妻） - 大路恵美
- 矢代卓実（北鎌倉信用金庫稲村支店 職員） - 窪塚俊介
- 桃山次郎（神奈川県警鎌倉北警察署 刑事） - 中川晴樹
- 栗山吾郎（神奈川県警鎌倉北警察署 刑事） - 永野宗典
- 沢田良雄（沢田酒店 店主） - 春海四方
- 沢田加津子（良雄の妻） - 水木薫
- 丸山文太郎（月刊ミステリ 編集者） - 湯江タケユキ
- 曾宮健夫（和菓子店「芳華堂」店主） - 山中聡
- 若尾剛（若尾堂の御曹司・華江の元婚約者） - 加藤雅也
- 春田雅江（京都和菓子店「薫り木」15代目・華江と月江の母） - かたせ梨乃

## スタッフ
- 原作 - 内田康夫
- 監督 - 鈴木浩介
- 脚本 - 岩下悠子
- 音楽 - 奈良悠樹
- 選曲 - 石井和之
- 警察監修 - 佐々木成三
- 医療監修 - 中澤暁雄
- CG - 田中貴志
- アクションコーディネーター - 和田三四郎
- 技術協力 - アップサイド、Kカンパニー
- 美術協力 - ケイプランニング
- チーフプロデューサー - 中川順平（テレビ東京）
- プロデューサー - 山鹿達也（テレビ東京）、神戸將光
- 製作 - テレビ東京、BSテレビ東京、TSP

## 放送日程
| 話数 | 放送日         | サブタイトル     | 原作                                  | 脚本     | 監督     |
| ---- | -------------- | ---------------- | ------------------------------------- | -------- | -------- |
| 1    | 2022年2月28日  | 軽井沢殺人事件   | 「軽井沢殺人事件」 （角川文庫刊）     | 岩下悠子 | 鈴木浩介 |
| 2    | 2022年12月12日 | 源氏物語殺人事件 | 「「紫の女」殺人事件」 （徳間文庫刊） | 岩下悠子 | 鈴木浩介 |